# Vigoulant
Vigoulant é uma comuna francesa na região administrativa do Centro, no departamento Indre. Estende-se por uma área de 9,45 km². Em 2010 a comuna tinha 104 habitantes (densidade: 11 hab./km²).